# Münchner Olympia-Attentat

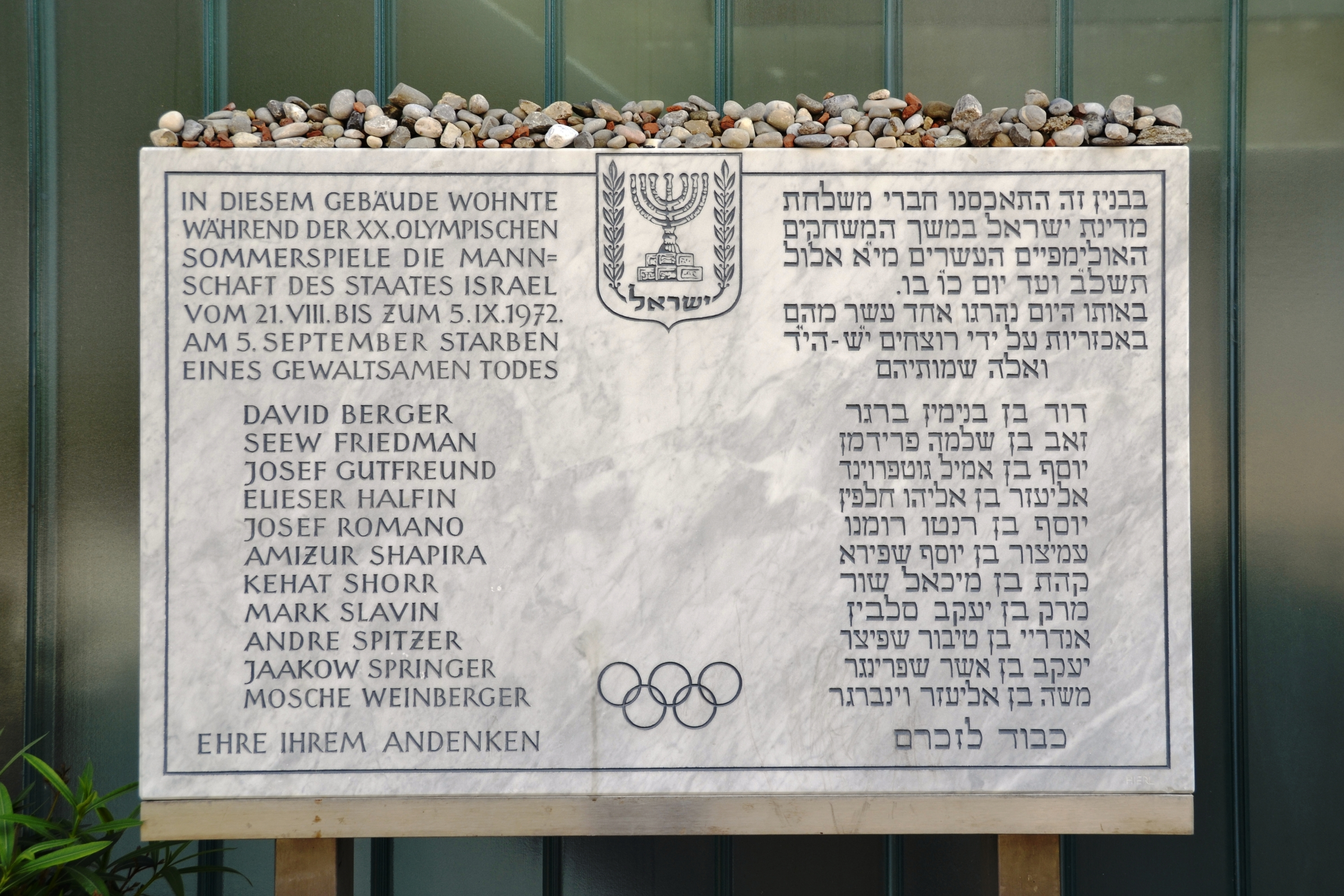
Gedenktafel vor dem damaligen Quartier der israelischen Mannschaft im Münchner Olympiadorf, 2012

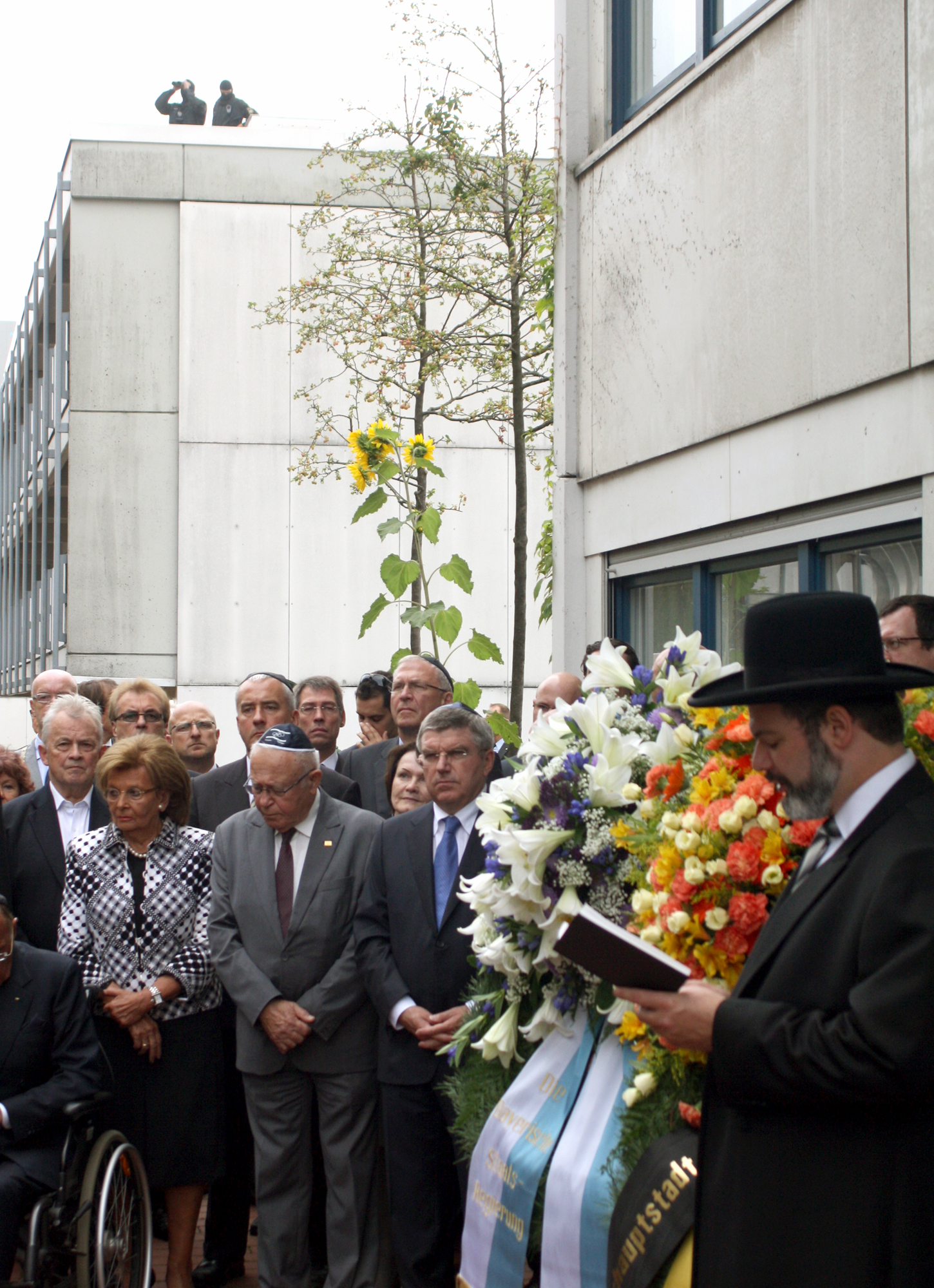
Gedenken und Kranzniederlegung vor dem Gebäude Connollystr. 31 im olympischen Dorf am 40. Jahrestag, 5. September 2012

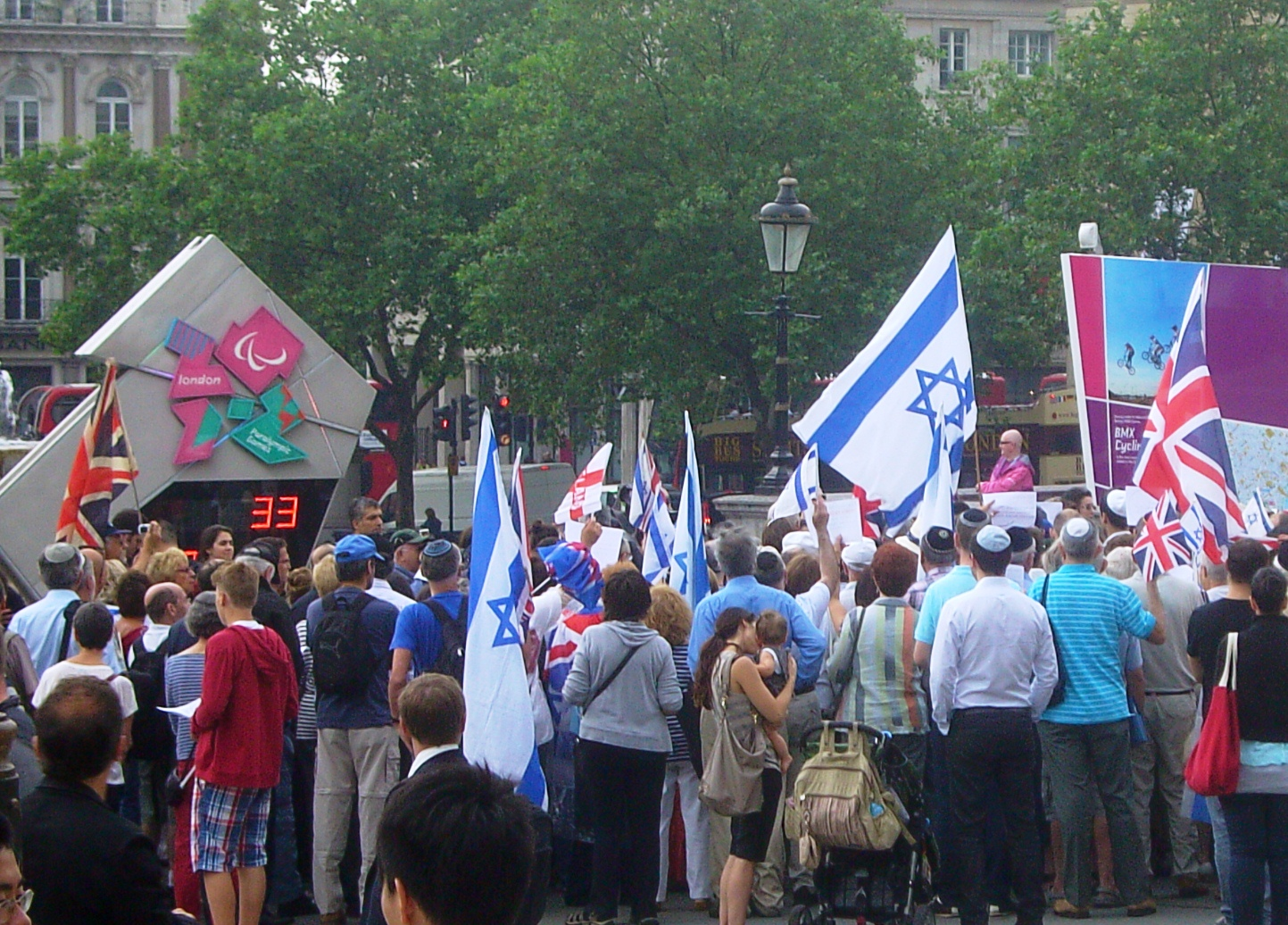
Gedenken an das Massaker, London 2012

Das Münchner Olympia-Attentat vom 5. September 1972 war ein Anschlag der palästinensischen Terrororganisation Schwarzer September auf die israelische Mannschaft bei den 20. Olympischen Sommerspielen. Elf der 14 israelischen Olympiateilnehmer wurden ermordet, darunter fünf Athleten.
Der Terrorakt begann am frühen Morgen mit dem Überfall auf das Wohnquartier der Israelis im olympischen Dorf, bei dem zwei Sportler ermordet und neun weitere als Geiseln genommen wurden. Nach ergebnislosen Verhandlungen kam es in der Nacht zum 6. September auf dem Flugplatz Fürstenfeldbruck zu einem misslungenen Befreiungsversuch, bei dem alle neun israelischen Geiseln, ein Polizist sowie fünf der acht Geiselnehmer getötet wurden.

## Überblick
Am frühen Morgen des 5. September überfielen acht bewaffnete palästinensische Terroristen, die im Vorfeld von deutschen Neonazis unterstützt worden waren, das Wohnquartier des israelischen Teams im olympischen Dorf in München. Gleich zu Beginn des Angriffs wurde der Ringertrainer Mosche Weinberg getötet und der Gewichtheber Yossef Romano erlitt schwere Verletzungen, denen er kurz darauf erlag. Die neun anwesenden Mannschaftsmitglieder wurden als Geiseln genommen. Die Geiselnehmer verlangten von der israelischen Regierung unter Golda Meir die Freilassung von über zweihundert in Israel inhaftierten Palästinensern. Diese lehnte die Forderungen ab.
Die Terroristen wiederum wiesen Angebote deutscher Politiker zurück, sie im Austausch gegen die israelischen Sportler als Geiseln zu nehmen. In der Nacht vom 5. auf den 6. September unternahm die bayerische Polizei auf dem Militärflugplatz Fürstenfeldbruck einen schlecht geplanten und durchgeführten Befreiungsversuch, bei dem alle Geiseln ums Leben kamen. Als Reaktion auf dieses katastrophale Versagen wurde die deutsche Antiterroreinheit GSG 9 der Bundespolizei gegründet. Die Landespolizeien folgten mit Spezialeinsatzkommandos (SEK).
Die drei überlebenden Terroristen wurden schon wenige Wochen nach ihrer Tat durch die Entführung des Lufthansa-Fluges 615 aus deutscher Haft freigepresst. Infolgedessen war das Olympia-Attentat nie Gegenstand eines ordentlichen Gerichtsverfahrens. Die israelische Regierung ordnete die Vergeltungsaktion „Zorn Gottes“ durch die Sondereinheit „Caesarea“ des Mossad an. Diese tötete in den Jahren nach 1972 etwa zwanzig Palästinenser, die direkt oder indirekt an dem Anschlag beteiligt gewesen sein sollen. Der Aktion fielen aber auch Unschuldige zum Opfer.
Die Bundesrepublik Deutschland zahlte 1972 und 2002 als humanitäre Geste rund 4,6 Millionen Euro an die Familien der ermordeten Israelis. Im Jahr 2022 erkannte die Bundesrepublik offiziell ihre Verantwortung für den mangelhaften Schutz der Sportler und die dilettantische Befreiungsaktion an und sprach den Hinterbliebenen eine Entschädigungssumme in Höhe von 28 Mio. Euro zu.

## Vorbereitung des Anschlags
Drahtzieher des Terroranschlags war Abu Daoud, Mitglied der von Jassir Arafat geführten Palästinensischen Befreiungsorganisation (PLO) und laut eigenen Angaben Assistent von Abu Ijad, dem vermutlichen Gründer der Terrorgruppe Schwarzer September. Er setzte im Kampf gegen Israel auf terroristische Aktionen und wollte die Olympischen Spiele dazu nutzen, die Weltöffentlichkeit auf die Lage der Palästinenser aufmerksam zu machen. Da er eine Zeitlang in Berlin gelebt hatte, kannte er sich in Deutschland aus. Er besorgte persönlich die Waffen für das achtköpfige Terrorkommando und begleitete es bis an den Zaun des Olympischen Dorfs. In seinen 1999 erschienenen Memoiren behauptete Daoud, Arafat sei über den Plan informiert gewesen und habe ihn abgesegnet. In späteren Interviews stritt er dies wieder ab.
Seine Gruppe wurde bei der Vorbereitung des Anschlags und beim Aufbau der notwendigen Infrastruktur in Europa durch deutsche Neonazis unterstützt. Akten des Bundesamtes für Verfassungsschutz (BfV), die auf Antrag des Spiegel im Juni 2012 freigegeben wurden, belegen diese schon 1972 gehegte Vermutung. Danach hat der Rechtsextremist Udo Albrecht bereits 1970 Kontakte zwischen der PLO und Neonazis vermittelt, die auf eine gegenseitige Unterstützung abzielten. Der ehemalige Neonazi und spätere Autor Willi Pohl schrieb: „Wir erhielten die Erlaubnis, auf von der Fatah kontrolliertem jordanischen Gebiet einen Stützpunkt zu errichten, als Gegenleistung boten wir Unterstützung im Kampf gegen Israel an.“ Im Vorfeld des Olympia-Attentats traf Pohl nach eigenen Angaben Abu Daoud im Juli 1972 in Dortmund, besorgte ihm Fahrzeuge und fuhr ihn zu konspirativen Treffen in Frankfurt und Köln. Aus den Akten des Verfassungsschutzes geht hervor, dass die Dortmunder Kriminalpolizei bereits im Juli 1972 Hinweise auf die konspirativen Treffen zwischen Pohl und Daoud erhalten und diese umgehend an die Landeskriminalämter, das Bundeskriminalamt und den Verfassungsschutz weitergegeben hatte.
Pohl stellte zudem eine Verbindung zu dem Passfälscher Wolfgang Abramowski her, der, wie auch er selbst, enge Kontakte zur Nationalsozialistischen Kampfgruppe Großdeutschland gehabt haben soll. In Kairo gab der Fatah-Vertreter Abu Ijad Pohl eine Botschaft für einen Mann in Paris mit, den er im Nachhinein als Issa, den Anführer der Münchner Attentäter erkannt haben will.
Vom Ziel der Anschläge will Pohl nichts gewusst haben. Dennoch arbeitete er bei Folgeaktionen weiterhin mit der PLO-Organisation zusammen. Ende Oktober 1972 wurden er und Abramowski festgenommen. Bei ihnen fand man Waffen, die baugleich mit denen waren, die bei der Geiselnahme benutzt worden waren, sowie einen Drohbrief des Schwarzen September an den Richter, der gegen die drei überlebenden Attentäter ermittelte. Im Haftbefehl warf man Pohl vor, dass er gemeinsam mit Abu Daoud die gewaltsame Befreiung des damals inhaftierten Udo Albrecht geplant habe. Trotz dieser Zusammenhänge „wurde Pohl 1974 nur wegen unerlaubten Waffenbesitzes zu einer Freiheitsstrafe von zwei Jahren und zwei Monaten verurteilt.“

## Ablauf des Attentats

### Geiselnahme am Morgen des 5. September
Um 04:10 Uhr am Morgen des 5. September 1972 kletterten die acht von Abu Daoud rekrutierten Mitglieder der Terrororganisation Schwarzer September über den Zaun bei Tor 25A und betraten das Olympische Dorf. Monteure der Post beobachteten sie, hielten sie aber für heimkehrende Sportler.
Sie drangen um etwa 04:35 Uhr in das Appartement der israelischen Olympiamannschaft in der Connollystraße 31 ein (Koordinaten: 48° 10′ 47,28″ N, 11° 32′ 55,32″ O). Die mit Kalaschnikows bewaffneten Geiselnehmer hatten keine Mühe, die israelischen Sportler zu überwältigen, da diese die Türen nicht abgeschlossen hatten. Generell wurden die Sicherheitsbedingungen während der Olympischen Spiele bewusst locker gehalten, um mit „heiteren Spielen“ die positive Veränderung zu demonstrieren, die sich in Deutschland seit den Olympischen Spielen 1936 vollzogen hatte. So sorgten ca. 4000 abgeordnete Polizeibeamte aus mehreren Bundesländern unbewaffnet und einheitlich mit modischen Straßenanzügen zivil bekleidet für Ordnung.
Die Terroristen nahmen elf Geiseln: David Mark Berger (Gewichtheber), Ze'ev Friedman (Gewichtheber), Yossef Gutfreund (Ringerkampfrichter), Eliezer Halfin (Ringer), Josef Romano (Gewichtheber), André Spitzer (Fechttrainer), Amitzur Schapira (Leichtathletiktrainer), Kehat Shorr (Schützentrainer), Mark Slavin (Ringer), Yakov Springer (Gewichtheberkampfrichter) und Mosche Weinberg (Ringertrainer). Weinberg und Romano wurden gleich zu Beginn der Aktion getötet. Weinberg wurde um 04:52 Uhr bei einem Fluchtversuch durch die Tür hindurch erschossen. Romano erlag etwa zwei Stunden, nachdem er angeschossen worden war, seinen Verletzungen, da kein Arzt zu ihm gelassen wurde. 
Einige israelische Sportler entkamen aus den Parterrefenstern, darunter auch der Chef de Mission, Shmuel Lalkin.
Die Geiselnehmer sollen einige ihrer Geiseln misshandelt haben. Dies machten die Witwen von Josef Romano und André Spitzer im Dezember 2015 bekannt. Sie hatten volle Akteneinsicht durch die deutschen Behörden erst nach einem anonymen Hinweis im Jahr 1992 erhalten. Der damalige Bundesinnenminister Hans-Dietrich Genscher widersprach dieser Darstellung des Geschehens umgehend; auch die Obduktionsberichte hätten keine Hinweise darauf ergeben.

### Erstes Ultimatum
Um 05:21 Uhr wurden Polizei, Organisationskomitee und Rettungsdienst alarmiert. Krankenwagen trafen ein, und der vor dem Hauseingang von den Terroristen abgelegte, blutüberströmte Weinberg, für den jede Rettung zu spät kam, konnte geborgen werden. Zu dem zweiten Verletzten, Romano, ließen die Attentäter niemanden mehr hinein. Um 06:40 Uhr begaben sich der Bürgermeister des Olympischen Dorfes, Walther Tröger, und NOK-Präsident Willi Daume zum Haus Nr. 31, um mit den Eindringlingen zu verhandeln. Von da an galt als sicher, dass sie israelische Sportler als Geiseln festhielten. Das Gelände wurde von der Polizei abgeriegelt.
Die Terroristen verlangten um 08:50 Uhr morgens Freilassung für in Israel gefangene Palästinenser und freies Geleit für sich und die Geiseln in eine arabische Hauptstadt mit einem dafür zur Verfügung gestellten Flugzeug. Sie drohten, die Geiseln sofort zu erschießen, sollte die Polizei versuchen, das Haus zu stürmen. Das Ultimatum war auf 12 Uhr befristet.
Über deren genaue Zahl und ob auch nichtarabische Terroristen freigepresst werden sollten, gibt es unterschiedliche Angaben. Lange war von zweihundert Palästinensern die Rede. In Sachbüchern von Simon Reeve, Luis Palme und Kay Schiller hieß es ab 2006 ohne nähere Quellenbelege, die Geiselnehmer hätten die Freilassung von 234 Palästinensern aus israelischer Haft sowie zusätzlich der deutschen RAF-Terroristen Andreas Baader und Ulrike Meinhof verlangt. Laut den Historikern Anna Greithanner, Dominik Aufleger und Robert Wolff, die die Liste der Geiselnehmer im Staatsarchiv München gefunden haben, umfasst sie 328 Namen, darunter Ulrike Meinhof und Kōzō Okamoto (Japanische Rote Armee), einen der Täter des Massakers am Flughafen Lod vom 30. Mai 1972.
Um 09:30 Uhr gab es einen Massenandrang im Pressezentrum, doch die Pressekonferenz galt den Erfolgen des Schwimmstars Mark Spitz. Spitz, selbst jüdischer Herkunft, forderte Begleitschutz und verließ München am selben Tag. Um 10 Uhr trat der Krisenstab mit Bundesinnenminister Hans-Dietrich Genscher, dem bayerischen Innenminister Bruno Merk, Münchens Polizeipräsident Manfred Schreiber, Staatssekretär Erich Kiesl, NOK-Präsident Willi Daume und IOC-Präsident Avery Brundage zusammen, in Tel Aviv und Bonn tagten die Kabinette.
Eine Viertelstunde vor Ablauf des Ultimatums wurde mit den Terroristen eine Verlängerung um drei Stunden, also bis 15 Uhr, ausgehandelt. Der Bürgermeister des Olympischen Dorfes Walther Tröger, dazu Willi Daume, Manfred Schreiber, der Sicherheitschef der XX. Olympischen Spiele, der bayerische Innenminister Bruno Merk und auch der Bundesinnenminister und Vizepräsident des NOK Hans-Dietrich Genscher boten sich dabei den Terroristen vergeblich als Ersatzgeiseln an.
Der israelische Botschafter in Deutschland Eliashiv Ben-Horin gab gegen Mittag den Beschluss des israelischen Kabinetts bekannt, man werde nicht auf die Forderungen der Geiselnehmer eingehen. Nach Aussage Golda Meirs lehnte Israel die Erpressung ab, um nicht für alle Zukunft das Leben seiner Staatsbürger im Ausland zu riskieren.

### Verhandlungen und Ultimaten am Nachmittag
Um 15:25 Uhr wurde das Ultimatum auf 17 Uhr verschoben. Um 15:38 Uhr wurden die Olympischen Spiele unterbrochen. Die noch laufenden Wettbewerbe konnten zu Ende geführt werden. Wiederholt wechselten die Terroristen ihre Kleidung und zeigten sich auf dem Balkon. Ihre Zahl wurde auf fünf geschätzt. Um 17 Uhr drohten die Terroristen mit Geiselmord und Selbstmord, wenn ihre Forderungen nicht erfüllt werden sollten. Das Haus war unterdessen von Scharfschützen umstellt worden.
Als dieses Ultimatum ablief, verhandelte der Krisenstab erneut mit dem Deutsch sprechenden Anführer der Terroristen, der sich „Issa“ nannte, sein Gesicht unter einer Maske verbarg und einen weißen Hut trug. Mit Hilfe eines Abgesandten der Arabischen Liga und des Missionschefs der ägyptischen Delegation gelang es, das Ultimatum um weitere fünf Stunden zu verlängern.
Jahrzehntelang wurde behauptet, dass die Entführer vom Polizeieinsatz über Fernsehen und Radio erfahren hätten. Gemäß Andreas Wirsching vom Münchner Institut für Zeitgeschichte wurde das populäre Narrativ nie hinterfragt. Auf den Grundrissen der Connollystraße 31 seien keine Fernsehanschlüsse vorgesehen und auch auf Polizeifotos des Tatorts seien weder ein Fernseh- noch ein Radiogerät sichtbar gewesen. Zudem seien in dem Polizeibericht, der eine Aufzählung aller Gegenstände in dem Apartment enthielt, weder Fernseher noch Radio erwähnt. Wirsching sagte als Fazit dazu, ob die Täter Fernseher gehabt hätten oder nicht, hätte „vermutlich keinen direkten Einfluss auf die Abläufe gehabt“.

### Scheinbares Eingehen auf die Forderungen am Abend
Danach verlangten die Terroristen bis 21 Uhr freies Geleit mit den Geiseln in einem Flugzeug nach Kairo sowie den sofortigen Abzug der Scharfschützen. Die deutschen Verhandlungspartner gaben vor, zuzustimmen. Minister Genscher wurde in den ersten Stock des Gebäudes gelassen, wo die neun Geiseln gefesselt in einem Zimmer saßen. Sie waren damit einverstanden, zusammen mit den Terroristen in die ägyptische Hauptstadt zu fliegen. Um 20:30 Uhr war man zu einer Vereinbarung gekommen. Die Terroristen sollten mit ihren neun Geiseln durch Hubschrauber ausgeflogen werden; die Scharfschützen wurden abgezogen.

### Beginn des Befreiungsversuchs in der Nacht
Um 22:06 Uhr bestiegen die Attentäter zusammen mit den gefesselten Geiseln einen in der Tiefgarage von Haus 31 bereitstehenden Bus. Das Fahrzeug fuhr anschließend durch das Untergeschoss und hielt kurz nach der Ausfahrt in der Nähe von zwei wartenden Helikoptern des Bundesgrenzschutzes. Von der Polizei unbehelligt brachten die Terroristen ihre Geiseln in die Hubschrauber und starteten um 22:18 Uhr zum nahe gelegenen Fliegerhorst Fürstenfeldbruck. Dort stand eine mit laufenden Triebwerken, aber fast leeren Tanks wartende Boeing 727 bereit, da die bayerischen Polizeibehörden planten, die Terroristen am Flughafen anzugreifen.
Um 22:29 Uhr landeten die Hubschrauber bei Flutlicht in Fürstenfeldbruck. Bis zu diesem Zeitpunkt wurde immer nur von fünf anstatt der tatsächlichen acht Geiselnehmer ausgegangen, deswegen befanden sich auch nur fünf als Scharfschützen benannte Polizisten auf dem Dach des Flughafengebäudes und dem Rollfeld. Diese Beamten waren jedoch nur Streifenbeamte und nicht als Präzisionsschützen ausgebildet, zudem waren sie nur notdürftig mit ausgesuchten Sturmgewehren vom Typ Heckler & Koch G3 ausgestattet worden. Die Münchner Polizei hatte zwar damals schon Scharfschützengewehre des Typs Steyr SSG 69 in ihren Beständen, daran waren allerdings noch keine Präzisionsschützen ausgebildet.
Es befand sich auch noch ein als Besatzung getarntes Freiwilligenkommando der Polizei im Flugzeug. Auch dieses Kommando bestand nur aus normalen Streifenpolizisten, die unzureichend mit ihren Standard-Dienstpistolen bewaffnet waren. Da diese Beamten aber keine Möglichkeit sahen, die schwer bewaffneten Geiselnehmer zu überwältigen, beendeten sie ihren Einsatz eigenmächtig und setzten sich kurz vor dem Aufsetzen der Helikopter aus dem Flugzeug ab.
Die Bereitstellung von gepanzerten Sonderwagen war völlig versäumt worden. Diese wurden erst während der folgenden zweistündigen Schießerei als Verstärkung gerufen. Sie trafen allerdings wegen des starken Verkehrs und der vielen Schaulustigen um eine Stunde verspätet ein, als die Kämpfe fast beendet waren.

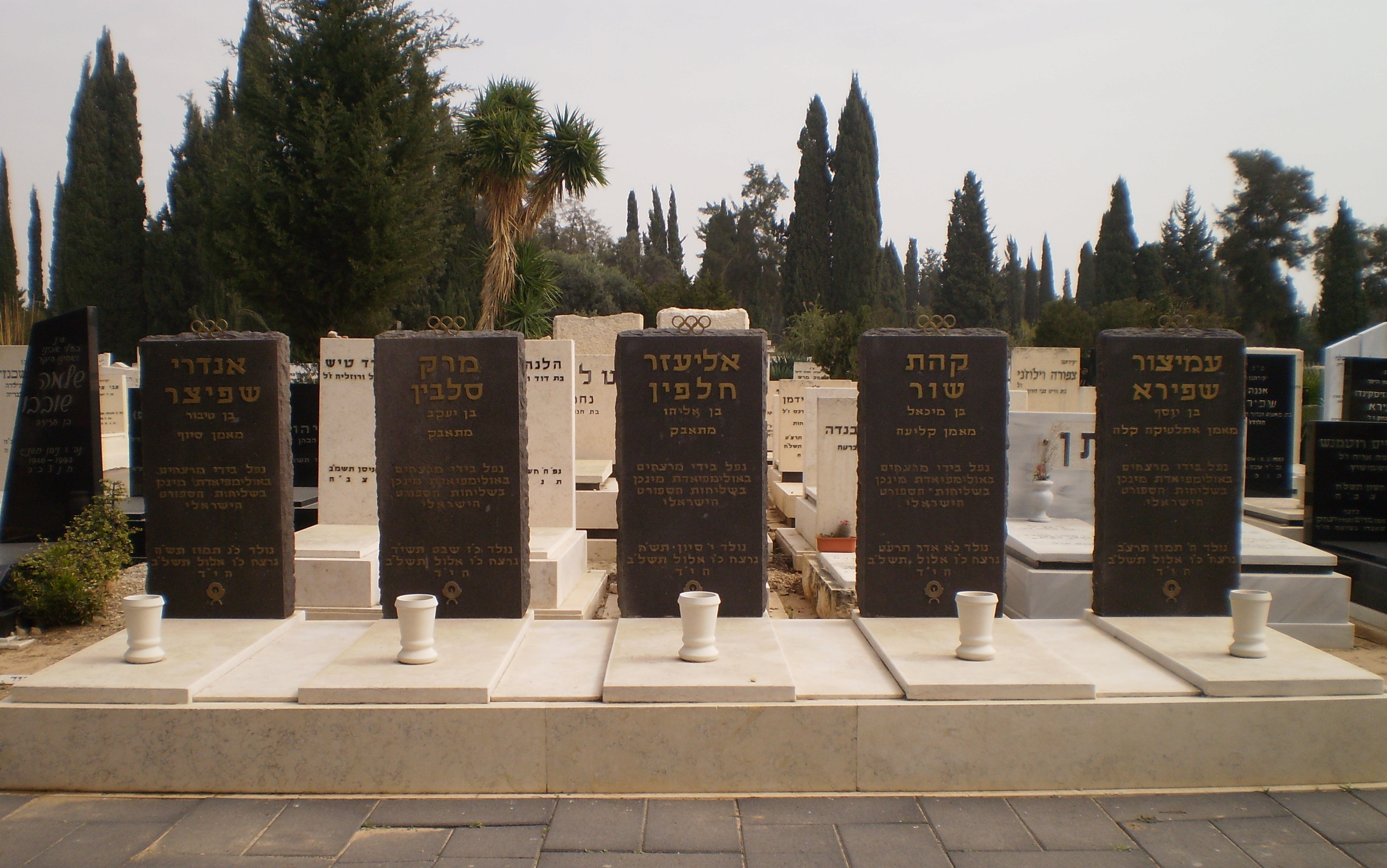
Grabstätten von fünf der Opfer auf dem Friedhof von Kiryat Shaul in Tel Aviv, Israel

Zwei der Terroristen, die sich selbst „Issa“ und „Tony“ nannten, inspizierten kurz das Flugzeug und stellten fest, dass sich keine Besatzung an Bord befand. Um 22:35 Uhr wurden auf dem Kontrollturm die Scheinwerfer abgeschaltet und der ganze Flughafen lag nun im Dunkeln. Um 22:38 Uhr, als die beiden Terroristen zu den Hubschraubern zurückeilten, erteilte Innenminister Bruno Merk dem Polizei-Einsatzleiter den Befehl, das Feuer zu eröffnen. Darauf eröffneten die Scharfschützen das Feuer. In diesem Moment schaltete die Polizei große Scheinwerfer ein und bestrahlte damit das Rollfeld. Die Terroristen ihrerseits beschossen die Scheinwerfer. Die Scharfschützen hatten keinen Funkkontakt zueinander und schossen ohne Zielabsprache. Zudem hatten sie keine Nachtsichtgeräte. So wurde mit der ersten Salve nur ein Terrorist getroffen, nämlich der stellvertretende Kommandoführer, der mit „Issa“ zuvor das Flugzeug kontrolliert hatte. „Issa“ ließ den Verletzten liegen und gelangte zurück zu den übrigen Terroristen. Drei von ihnen begannen, verdeckt hinter den Hubschraubern und außerhalb des Sichtfelds der Scharfschützen, das Feuer zu erwidern.
Um 22:39 Uhr stellten die Schützen der Polizei ihre Gewehre auf Dauerfeuer um. Ihr Feuer wurde nach wie vor durch Feuerstöße aus den Sturmgewehren der Terroristen beantwortet. Der Kampf zog sich hin, bis die aus München angeforderten Panzerfahrzeuge der Polizei eintrafen.
Die beiden Hubschrauber sollten mit den Türen zum Kontrollturm landen, damit alle fünf Polizeischützen ein freies Schussfeld hatten. Aus unbekannten Gründen landeten beide Helikopter jedoch mit der Schnauze zum Kontrollturm, wodurch der fünfte Scharfschütze im Schussfeld von Schütze eins, zwei und drei lag. Er hatte deshalb bislang nicht in den Kampf eingegriffen. Außerdem lag er völlig ungedeckt ohne Helm und Schutzweste hinter einer knöchelhohen Mauer auf dem Rollfeld, die Hubschrauber und die Terroristen zwischen sich und seinen Kollegen. Um von diesen nicht irrtümlich beschossen zu werden, gab er während der Aktion keinen Schuss ab. Erst als ein flüchtender Terrorist versehentlich direkt auf ihn zulief, tötete er ihn durch einen Kopfschuss. Dadurch aber erregte er die Aufmerksamkeit der frisch eingetroffenen Polizeiverstärkung, welche die Positionen der eigenen Beamten nicht kannte. Für einen der Entführer gehalten, wurden er und ein neben ihm Schutz suchender Hubschrauberpilot beschossen und schwer verletzt.
Um 23:00 Uhr erschien am Haupteingang des Militärflugplatzes in Fürstenfeldbruck, der von Tausenden von Schaulustigen belagert wurde, Ludwig Pollack, ein Pressemitarbeiter des NOK. Er verkündete den Pressevertretern, die Geiseln seien freigelassen und vier der Terroristen seien getötet worden. Nach seiner Legitimation gefragt äußerte Pollack wahrheitswidrig, er sei der Beauftragte von Olympia-Pressechef Hans Klein. Als Informationsquelle nannte er später einen hohen Polizeibeamten, an dessen Namen er sich nicht erinnern könne. Um 23:31 Uhr verbreitete die Nachrichtenagentur Reuters eine weltweite Eilmeldung, wonach alle israelischen Geiseln befreit worden seien. Um 23:35 Uhr berichtete das Fernsehen, dass alle Geiseln entkommen und die meisten Terroristen tot seien. Um 23:50 Uhr meldete Polizeipräsident Schreiber an das Pressezentrum: „Wir sind noch im Einsatz. Das Flugfeld ist noch nicht geräumt. Das ganze Areal ist hermetisch abgeriegelt.“

### Scheitern der Befreiung am frühen Morgen des 6. September
Am 6. September 1972 um 00:05 Uhr sprach Conrad Ahlers, der Sprecher der Bundesregierung, von einer „glücklichen und gut verlaufenen Aktion“.
Zu dieser Zeit wurde auf dem Flugplatz noch immer geschossen. Um 00:00 Uhr trafen gepanzerte Polizeifahrzeuge auf dem Flugplatz Fürstenfeldbruck ein, um die Sicherheitskräfte zu unterstützen. Durch deren Anblick wurde einem Terrorist offenbar die Ausweglosigkeit der Situation bewusst. Er eröffnete um 00:10 Uhr das Feuer auf die Geiseln im ersten Hubschrauber und gab damit zwei anderen Terroristen die Gelegenheit, aus der Deckung aufzutauchen. Anschließend sprang er aus dem Hubschrauber und warf eine Handgranate in die Maschine, durch deren Explosion die Geiseln umkamen. Alle drei Terroristen starben durch Scharfschützen. Die fünf Geiseln im zweiten Hubschrauber wurden während des Kampfes ebenfalls getötet. Anders beschreibt es der Augenzeuge und damalige Mossad-Chef Tzwi Zamir in einem Bericht: Eine Phosphorgranate sei unter dem Helikopter detoniert, wodurch alle Insassen verbrannt seien.
Die Aktion endete in einem Fiasko: Alle neun verbliebenen Geiseln starben, ebenso der Polizeiobermeister Anton Fliegerbauer, der an einem Erdgeschossfenster des Kontrollturms einen Kopfschuss erhielt. Einer der Hubschrauberpiloten, Hauptmann im BGS Gunnar Ebel, musste mit schweren Schussverletzungen ins Krankenhaus eingeliefert werden. Erst um 01:32 Uhr wurden das Schießen und die Suche nach flüchtigen Terroristen eingestellt. Drei Terroristen hatte man überwältigen können, fünf wurden tot gefunden. Um 02:40 Uhr teilte Pressesprecher Klein im Pressezentrum der Weltöffentlichkeit die Bilanz der missglückten Befreiungsaktion von Fürstenfeldbruck mit.

### Opfer des Anschlags
Zu Beginn des Überfalls erschossen
- Yossef Romano, Gewichtheber
- Mosche Weinberg, Ringertrainer

Beim Befreiungsversuch getötete Geiseln
- David Mark Berger, Gewichtheber
- Ze'ev Friedman, Gewichtheber
- Yossef Gutfreund, Schiedsrichter beim Ringen
- Eliezer Halfin, Ringer
- Amitzur Shapira, Leichtathletiktrainer
- Kehat Shorr, Trainer der Sportschützen
- Mark Slavin, Ringer
- André Spitzer, Fechttrainer
- Yakov Springer, Kampfrichter beim Gewichtheben

Getöteter Polizist
- Anton Fliegerbauer

## Folgen

### Unterbrechung der Spiele

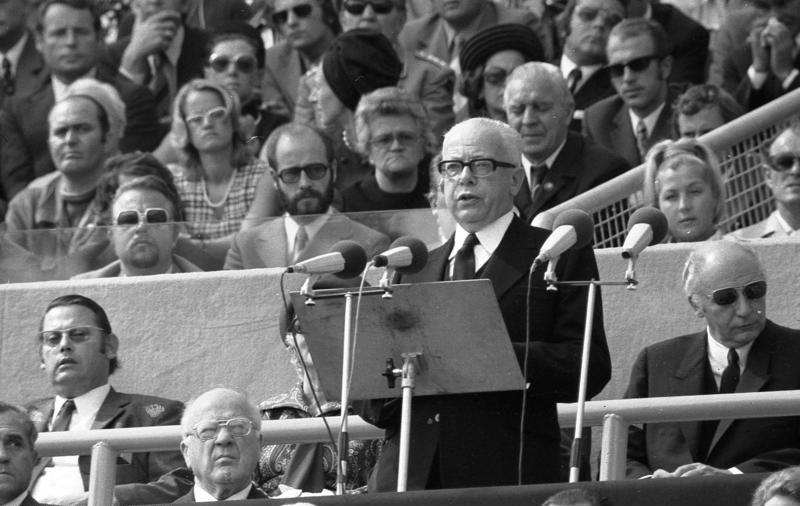
Bundespräsident Heinemann während der Trauerfeier im Olympiastadion

Zu Beginn der Geiselnahme wurden die Spiele zunächst fortgesetzt. Erst nach Protesten zahlreicher Teilnehmer und Besucher entschloss sich das IOC am Nachmittag des 5. September dazu, die Wettbewerbe auszusetzen. Nach dem Tod der israelischen Sportler wurde die Unterbrechung bis zum Nachmittag des 6. September verlängert. Die Fortsetzung der Spiele wurde zwar von der israelischen Regierung gebilligt, stieß aber bei vielen auf Kritik. Einige wenige Athleten reisten ab. Auch die überlebenden Mitglieder der israelischen Olympiamannschaft verließen München. Nur der Geher Shaul Ladany hatte sich dagegen ausgesprochen, mit der Begründung, dass er sich dem Terrorismus nicht beugen wolle.
Am 12. Tag der Spiele fand eine Trauerfeier im Olympiastadion statt, an der 80.000 Menschen teilnahmen. Die olympische Flagge wehte auf halbmast. Auf der Gedenkveranstaltung sprachen Willi Daume, Präsident des Organisationskomitees, Shmuel Lalkin, Israels Chef der Mission, Ben Horin, israelischer Botschafter in der Bundesrepublik, Bundespräsident Gustav Heinemann sowie IOC-Präsident Avery Brundage. Willi Daume begründete dabei die Entscheidung zur Fortsetzung der Spiele mit dem Satz: „Es ist schon so viel gemordet worden – wir wollten den Terroristen nicht erlauben, auch noch die Spiele zu ermorden.“ Berühmt wurde auch der Ausspruch Brundages „The games must go on“.
Bei allen folgenden Olympischen Spielen hat das IOC ein offizielles Gedenken an das Attentat verweigert, da dies andere Mitglieder der Olympischen Gemeinschaft vor den Kopf stoßen könne.

### Freipressung der überlebenden Attentäter
Die Leichen der fünf im Feuergefecht von Fürstenfeldbruck getöteten Geiselnehmer wurden nach Libyen überführt, wo sie eine Heldenbestattung mit militärischen Ehren erhielten. Die drei überlebenden Attentäter Jamal Al-Gashey, Adnan Al-Gashey und Mohammed Safady sollten dagegen vor Gericht gestellt werden. Dazu kam es jedoch nie. Am 29. Oktober 1972 entführte ein palästinensisches Kommando die Lufthansa-Maschine „Kiel“, in der sich zwölf Passagiere befanden. Die Bundesregierung gab der Forderung des Kommandos nach, die drei inhaftierten Terroristen freizulassen, sodass es in Deutschland nie zu einer juristischen Aufarbeitung des Attentats kam. Adnan Al-Gashey wurde möglicherweise von der Sondereinheit Caesarea des israelischen Auslandsgeheimdiensts Mossad getötet, Mohammed Safady lebt zurückgezogen an einem unbekannten Ort. In der Dokumentation Tod und Spiele bekannte er sich 2022, 50 Jahre nach dem Attentat, erstmals vor laufender Kamera zur Ermordung der Geiseln.

### Vergeltungsaktionen Israels
Noch bevor klar wurde, dass die Täter in Deutschland nicht juristisch belangt würden, autorisierten die israelische Premierministerin Golda Meïr und das Sicherheitskabinett den Mossad, die Verantwortlichen aufzuspüren und zu töten. Der Mossad stellte dazu die Sondereinheit „Caesarea“ unter dem Kommando des späteren Premierministers Ehud Barak zusammen. Deren Mission wurde später als „Operation Zorn Gottes“ öffentlich bekannt. Nach Angaben des damaligen Mossad-Direktors Zvi Zamir sollte sie kein Rachefeldzug sein, sondern ein gezielter Schlag gegen die Strukturen des palästinensischen Terrorismus und ein unmissverständliches Signal an alle Terrorgruppen, dass der Staat Israel Angriffe auf seine Bürger weltweit bestraft.
In den nächsten 20 Jahren töteten Mossad-Kommandos einen der drei Attentäter, die München überlebt hatten, und mindestens zwölf Palästinenser, die sie verdächtigten, an der Planung des Olympia-Anschlags beteiligt gewesen zu sein. Der Operation fielen aber auch Unbeteiligte zum Opfer.
Am 16. Oktober 1972 wurde der nach heutigen Erkenntnissen wohl unschuldige Abdel Wael Zwaiter, ein Übersetzer der libyschen Botschaft in Rom, erschossen. Am 8. Dezember 1972 starb Muhammad Hamschiri, der PLO-Repräsentant in Paris, in seiner Wohnung durch eine am 3. Dezember 1972 eingebaute ferngezündete Bombe in seinem Telefon. Weitere mutmaßliche Terroristen wurden in Zypern, Griechenland und wiederum in Paris getötet.
Am 10. April 1973 landete die israelische Spezialeinheit Sayeret Matkal im Rahmen der „Operation Frühling der Jugend“ mit mehreren Sonderkommandos an der Küste des Libanon bei Beirut. Dort erschossen sie Yusuf an-Naddschar (Abu Yusuf, angeblich Stellvertreter Jassir Arafats und einer der Anführer des Terrorkommandos), Kamal Adwan (mutmaßlicher Fatah-Kommandeur) und PLO-Sprecher Kamal Nasir. Weitere Sajeret-Gruppen zerstörten das Hauptquartier der PFLP und eine Sprengstofffabrik der Fatah. Bei der Operation wurde auch eine unbeteiligte Nachbarin, eine 70-jährige Italienerin, getötet.
Am 28. Juni 1973 starb Mohammed Boudia, der Operationschef der Terrorgruppe „Schwarzer September“, in Paris durch eine Autobombe.
Am 21. Juli 1973 begingen Mossad-Agenten einen schweren Fehler, als sie in Lillehammer Ahmed Bouchiki töteten, einen in Norwegen lebenden marokkanischen Kellner, der nichts mit dem Olympia-Attentat zu tun hatte. Nach dem falschen Tipp eines Informanten hatten sie ihn für Ali Hassan Salameh gehalten, den Chef von Arafats Spezialtruppe „Force 17“ und Mitglied des „Schwarzen September“. Die norwegischen Behörden fassten sechs Mossad-Agenten. Sie wurden zu Gefängnisstrafen verurteilt, aber 1975 begnadigt und abgeschoben. Die israelische Regierung zahlte 1996 wegen der Lillehammer-Affäre eine Entschädigung an Bouchikis Hinterbliebene. Salameh wiederum starb am 22. Januar 1979 in Beirut bei der Detonation einer ferngezündeten Autobombe.
Am 8. Juni 1992 wurde Atef Bseiso, ein Mitplaner des Olympia-Attentats, in Paris erschossen.
Heute leben nur noch die Attentäter Mohammed Safady und Jamal Al-Gashey, der sich in Afrika versteckt hält. Mohammed Daoud Oudeh (Abu Daoud), der für die Planung verantwortlich war, starb am 3. Juli 2010 in Damaskus an Nierenversagen.

### Terror-Bekämpfung in der Bundesrepublik Deutschland
Die bayerische Polizei war den Ereignissen nicht gewachsen, was durch die Live-Übertragungen der Medien in aller Welt sichtbar wurde. Der Einsatz des Bundesgrenzschutzes wäre zwar möglich gewesen, nach deutschem Verfassungsrecht obliegt die Polizeihoheit jedoch grundsätzlich den Ländern. Der Hoheitsträger, der Freistaat Bayern, hatte den Bundesgrenzschutz nicht angefordert.
Die deutschen Verantwortlichen, insbesondere Bundeskanzler Willy Brandt (SPD) und Innenminister Hans-Dietrich Genscher (FDP), sollen zudem das Angebot der israelischen Regierung zurückgewiesen haben, eine Spezialeinheit zur Unterstützung zu schicken. Solche unbestätigten Meldungen sind teils dahingehend interpretiert worden, dass die deutschen Behörden der Ansicht waren, die Angelegenheit selbst regeln zu können. Nach Aussage des damaligen bayerischen Innenministers, Bruno Merk, habe es jedoch weder so ein Angebot gegeben noch habe die israelische Spezialeinheit am selben Tag zum Einsatz kommen können. Die Geiselnehmer hätten unbedingt am selben Tag München verlassen wollen, um israelischen Spezialkräften keine Zeit zum Eingreifen zu lassen, die bereits am 9. Mai des Jahres einen palästinensischen Anschlag auf eine Sabena-Maschine in Tel Aviv verhindert hatten.
Zum Zeitpunkt des misslungenen Zugriffs durch reguläre Polizeikräfte gab es bei den Polizeien in Deutschland noch keine speziell für Anti-Terror-Einsätze trainierten Spezialeinsatzkommandos. Als Konsequenz wurde am 26. September 1972 im Auftrag des damaligen Bundesinnenministers Hans-Dietrich Genscher und unter der Leitung von Ulrich Wegener, Oberstleutnant im Bundesgrenzschutz, die Grenzschutzgruppe 9 als schlagkräftige Antiterror-Einheit aufgestellt. Im April 1973 meldete diese ihre Einsatzbereitschaft. Beobachtet und beraten durch israelische Anti-Terror-Spezialisten stellte die GSG 9 später die misslungene Befreiungsaktion von 1972 nach. Dabei stellte sich heraus, dass bei besserer Organisation wesentlich größere Erfolgschancen bestanden hätten.

### Aufarbeitung in Deutschland
Die Geschehnisse in München und Fürstenfeldbruck hatten Folgen für die Innenpolitik Deutschlands. Eine Konsequenz war die größte Ausweisungswelle von Arabern in der Geschichte der Bundesrepublik Deutschland. Diese Ausweisungen, überwiegend von Palästinensern, hatten zunehmende Proteste im In- und Ausland zur Folge. Potenzielle palästinensische Terroristen konnten ohne größere Untersuchungen abgewiesen und entlassen werden. Auch die arabischen Vermittler, die beim Versuch der Befreiung der Geiseln in München und Fürstenfeldbruck mitgeholfen hatten, wurden nach wenigen Wochen abgelehnt. Viele palästinensische Organisationen wurden nach den Vorkommnissen verboten, darunter Studentenvereinigungen und Arbeiterverbände. Es waren also Palästinenser aus allen Schichten betroffen.
Eine weitere Folge waren verschärfte Kontrollen an den bundesdeutschen Grenzen und Flughäfen. Es wurde außerdem Kritik an den Ermittlungsstrategien der Polizei laut. So wurden zum Beispiel die Postbeamten, die die Terroristen beim Überqueren des Zauns zum olympischen Dorf beobachtet hatten, viel zu spät befragt. Dadurch erfuhren die Einsatzkräfte zu spät die tatsächliche Zahl der Geiselnehmer.
Die Regierung der DDR hatte ein enges Verhältnis zur PLO und unterstützte Abu Daoud. So ließ sie ihn im Krankenhaus Berlin-Buch behandeln, nachdem in Warschau ein Anschlag auf ihn verübt worden war.
Am 7. Juni 1973 besuchte Willy Brandt als erster deutscher Bundeskanzler den Staat Israel. Das Attentat auf die israelischen Sportler in München war kein offizielles Gesprächsthema.
Zur Aufarbeitung der Ereignisse forderten Angehörige der ermordeten Sportler viele Jahre lang, die noch unter Verschluss liegenden Akten der Behörden freizugeben. Bundeskanzlerin Merkel erklärte 2012 nach Pressemeldungen, sämtliche bei den Bundesbehörden noch vorhandenen Aktenbestände zum Olympia-Attentat 1972 sichten und so weit wie möglich freigeben zu lassen. Akten der bayerischen Landesbehörden waren davon nicht betroffen.
Jahrzehntelang gab es einen Streit um eine angemessene Entschädigung zwischen der deutschen Bundesregierung und den Hinterbliebenen des Attentats. Zwar wurde den Familien der Opfer 1972 und 2002 insgesamt 4,6 Millionen Euro ausgezahlt, aber nicht als Entschädigung mit deutschem Schuldeingeständnis, sondern deklariert als humanitäre Hilfsleistung. Vor der jährlichen Gedenkveranstaltung in Fürstenfeldbruck im September 2022 (siehe auch Abschnitt Gedenken), aus Anlass des 50. Jahrestages des Attentates, unterbreitete der deutsche Botschafter in Israel, Steffen Seibert, den Angehörigen nach Presseberichten ein Angebot über weitere 5,4 Millionen Euro. Ankie Spitzer, die Witwe des ermordeten Fechttrainers André Spitzer und Sprecherin der Hinterbliebenen, lehnte das Angebot ab: „Das ist kein Witz, das ist eine Beleidigung und ich bin nicht mehr bereit, weitere Beleidigungen zu ertragen. [...] Ich habe Präsident Steinmeier gesagt, er soll keine Bettler aus uns machen, denn wir sind es nicht. Wir fragen nur nach einer Entschädigung.“ Am 31. August 2022, wenige Tage vor der Gedenkveranstaltung, erzielte die Regierung Scholz eine Einigung mit den Familien der Opfer. Der deutsche Regierungssprecher Steffen Hebestreit und der frühere Bundesinnenminister Gerhart Baum, der die Hinterbliebenen in den Verhandlungen vertrat, sprachen von einer „Gesamtkonzeption“. Dazu zählten „die Aufarbeitung der Geschehnisse durch eine Kommission deutscher und israelischer Historiker, die rechtskonforme Freigabe von Akten, die Einordnung und Übernahme von politischer Verantwortung im Rahmen der Gedenkveranstaltung sowie die Bereitstellung weiterer Anerkennungsleistungen durch den Bund, durch das Land Bayern und durch die Stadt München“. Eine Entschädigungssumme wurde offiziell nicht genannt. Nach Presseberichten waren es rund 28 Millionen Euro.
Die „Historikerkommission zur Aufarbeitung des Olympia-Attentats 1972“ wurde im April 2023 eingesetzt und begann im Folgemonat mit ihrer Arbeit.

## Vermutungen, Thesen, offene Fragen

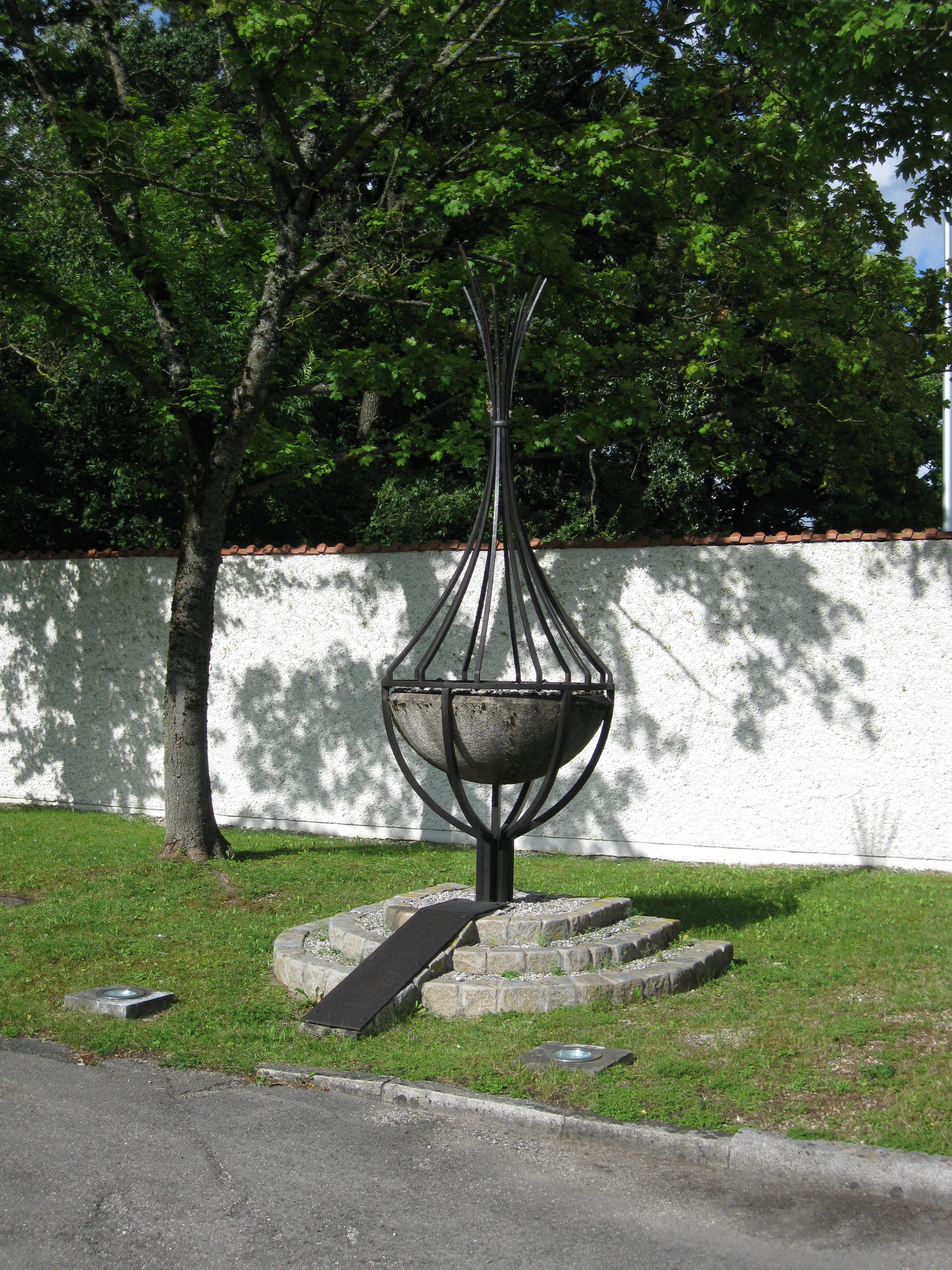
Denkmal für die Opfer der missglückten Geiselbefreiung im Jahr 1972 vor dem Fliegerhorst Fürstenfeldbruck. Die Namen der Opfer sind in Bronze eingraviert

Da die Körper der israelischen Geiseln stark verbrannt waren, ließ sich nie mit letzter Sicherheit klären, ob alle von den Terroristen oder ob Einzelne versehentlich von Polizisten erschossen wurden. Eine Untersuchung der bayerischen Polizei schloss Letzteres nicht völlig aus.
Der Münchner Kriminalpsychologe Georg Sieber will im Vorfeld der Olympischen Spiele unter anderem das Szenario eines PLO-Attentats entwickelt haben, dem das spätere Attentat ziemlich genau entsprochen habe. Dies berichtete er Jahrzehnte später in dem Dokumentarfilm 1972. Darin machte er außerdem den israelischen Staat für das Scheitern der Geiselbefreiung verantwortlich. Dessen Vertreter hätten im Hintergrund die Operationen geleitet, während die deutschen Behörden bloße Befehlsempfänger gewesen seien.
Der ehemalige Bundesnachrichtendienst-Mitarbeiter Norbert Juretzko behauptete in der ZDF-Dokumentation München ’72 – die Dokumentation, dass Spezialkräfte des BND zur Befreiung der Geiseln bereitgestanden hätten. Der Journalist Wilfried Huismann bestätigt Juretzkos Behauptung und berief sich dabei auf ein unbenanntes Mitglied dieser Einheit. Dieses soll gesagt haben: „Wir waren uns sicher, dass wir mit den Palästinensern fertig werden. Wir waren darauf vorbereitet und wir wollten es machen.“
Ob die PLO-Führung unter Jassir Arafat über die Geiselnahme informiert war, bleibt umstritten. Der Anführer der Geiselnehmer, Abu Daoud, behauptete 1991 in seinen Memoiren Palestine: De Jérusalem à Munich, er habe Arafat vorab von seinem Vorhaben in Kenntnis gesetzt, worauf dieser erwidert habe: „Allah schütze euch“. Außerdem gab er an, der heutige Palästinenserpräsident Mahmud Abbas habe das Geld für das Attentat zur Verfügung gestellt. In späteren Interviews widersprach Daoud diesen Aussagen jedoch, bestätigte aber, dass seine Gruppe von der PLO finanziert wurde.

## Gedenken

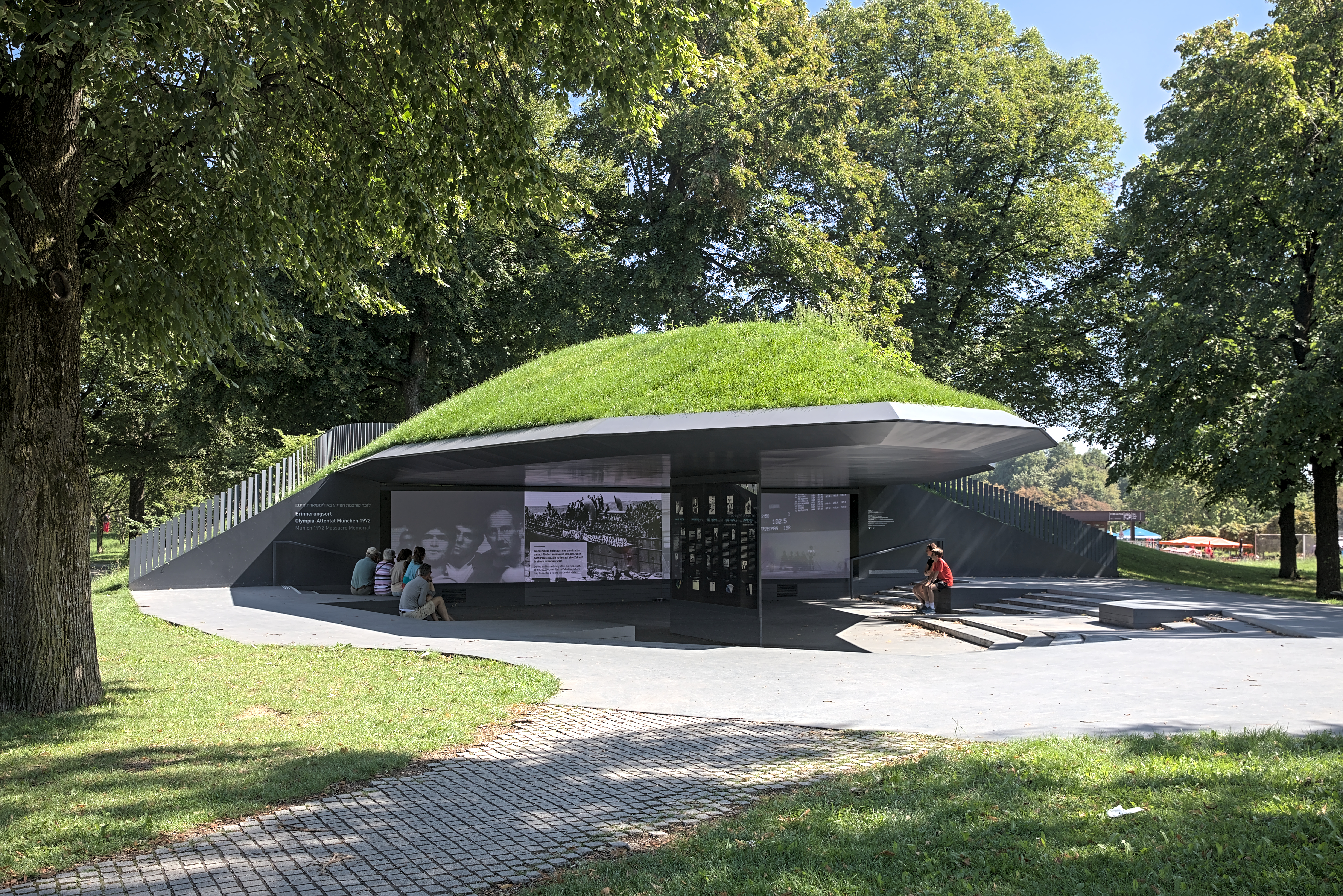
Erinnerungsort im Olympiapark München (2023)

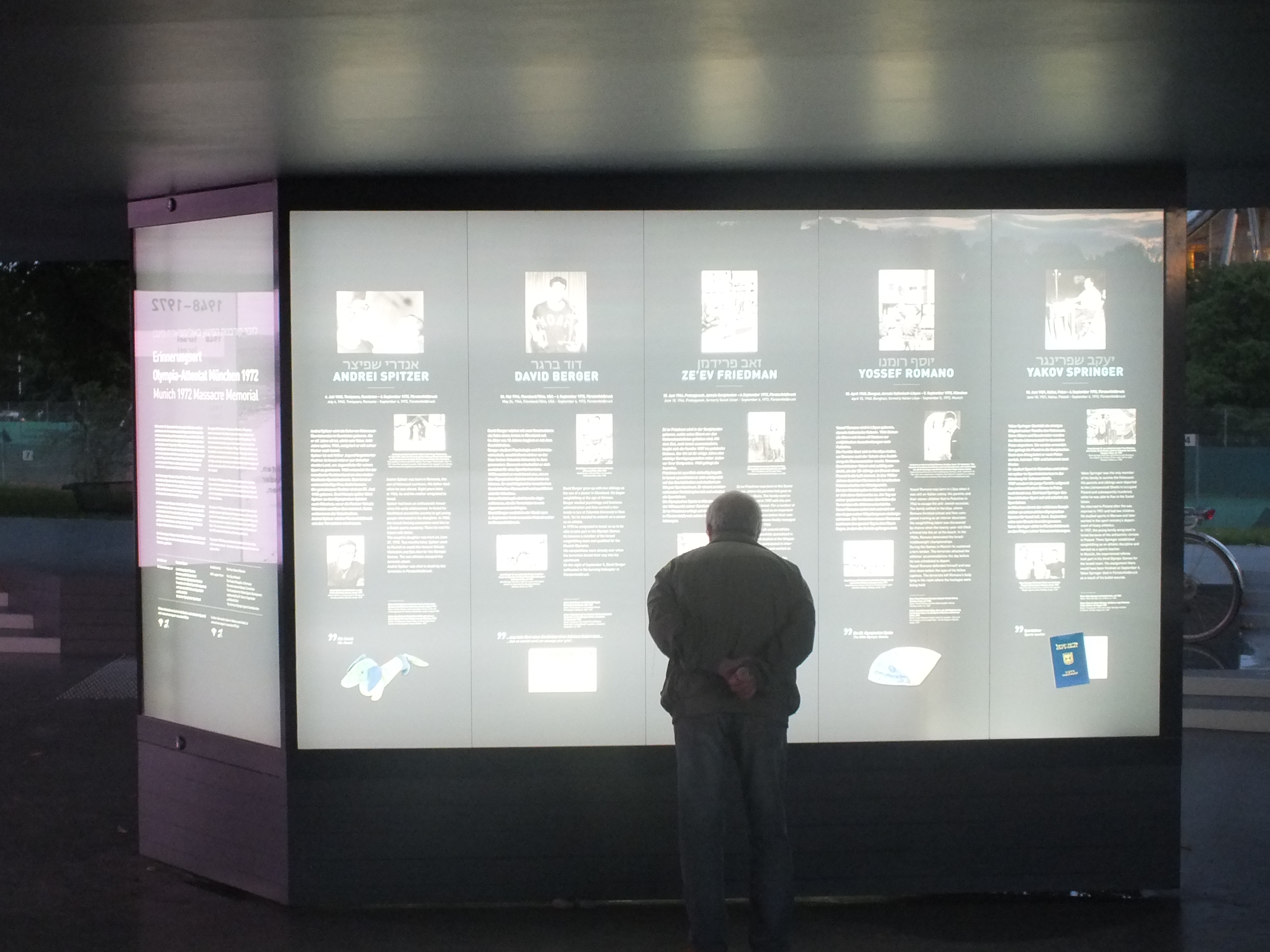
Kurzprofil der Opfer am Erinnerungsort

Yael Arad, die erste Israelin, die jemals bei Olympischen Spielen eine Medaille gewann, widmete ihre in Barcelona 1992 errungene Silbermedaille den ermordeten Geiseln von München. Anlässlich des 40. Jahrestages des Massakers versuchte der stellvertretende Außenminister Israels, Danny Ayalon, das IOC dazu zu bewegen, bei der Eröffnungsfeier der Spiele in London 2012 eine Schweigeminute für die Opfer einzulegen. Diese Bitte wurde abgelehnt.
Das Denkmal für die Opfer des Olympiaattentats 1972 des deutschen Bildhauers Fritz Koenig (1924–2017) wurde am 27. September 1995 im Olympiapark aufgestellt. Der Freistaat Bayern errichtete, unterstützt von der Landeshauptstadt München, dem Deutschen Olympischen Sportbund und dem Internationalen Olympischen Komitee den Erinnerungsort Olympia-Attentat (Einschnitt), einen Multimediapavillon zu den Lebensläufen der Opfer und dem Tathergang, der am 6. September 2017 im Olympiapark in einer Zeremonie mit den Familien der Opfer mit eröffnet wurde. Davor kam es jedoch zu starker Opposition seitens der Bewohner des olympischen Dorfes gegen den erst vorgesehenen Ort der Erinnerungsstätte auf dem sogenannten Connollyberg. Ein ehemaliger Bewohner des olympischen Dorfes, der jüdische Journalist Daniel Zylbersztajn, hatte die Opposition dagegen stark kritisiert. Auch hieß es, dass bei der Eröffnungsfeier ein Versuch bestanden hätte, Kosten zu sparen.
In Fürstenfeldbruck fand erstmals zum 25. Jahrestag 1997 eine Gedenkveranstaltung für die Opfer, deren Angehörige und die Überlebenden statt. Seit der Einweihung der Gedenkstätte vor dem Haupttor des Fliegerhorstes in Fürstenfeldbruck 1999 findet jedes Jahr am 5. September eine Gedenkveranstaltung statt. Anlässlich der vom Landkreis Fürstenfeldbruck ausgerichteten Veranstaltung zum 40. Jahrestag 2012 waren erstmals Angehörige der Opfer und überlebende Sportler im Fliegerhorst Fürstenfeldbruck, an dem Ort, an dem ihre Familienangehörigen bzw. Sportkameraden ums Leben kamen.
Zum 50. Jahrestag 2022 gedachten Angehörige der Opfer, im Beisein des israelischen Staatspräsidenten Jitzchak Herzog und des deutschen Bundespräsidenten Frank-Walter Steinmeier, im Olympiapark München und im Fliegerhorst Fürstenfeldbruck im Rahmen eines Staatsaktes.

## Filme
Das Olympia-Attentat und die darauf folgenden israelischen Vergeltungsaktionen sind Gegenstand sowohl zahlreicher Dokumentar- als auch einer Reihe von Spielfilmen.

### Dokumentarfilme
- LH 615 – Operation München. Doku-Spielfilm von Theo Mezger. 1975. Über die Entführung der Lufthansamaschine „Kiel“, um die inhaftierten Palästinenser freizupressen.
- Ein Tag im September. Dokumentarfilm von Kevin Macdonald und Produzent Arthur Cohn. USA, 1999. Gewann 2000 den Oscar als bester Dokumentarfilm. Unter demselben Titel arbeitet ein Buch von Simon Reeve die Ereignisse auf.
- Der Olympia-Mord. 90-minütige Dokumentation von Sebastian Dehnhardt, Uli Weidenbach und Manfred Oldenburg. ZDF-Sendung vom 15. August 2006; 20:15 Uhr. (Hintergründe, Ereignisse und Folgen der Geiselnahme in München.)
- 1972. Von Sarah Morris. Dokumentarfilm. 2008. Lässt vor allem den damaligen Polizeipsychologen Georg Sieber ausführlich zu Wort kommen.
- München 72 – Das Attentat. Von Dror Zahavi. Doku-Spielfilm. ZDF, 2011/2012.
- Vom Traum zum Terror: München 72. Doku-Drama. Von Marc Brasse und Florian Huber. Das Erste, 2012.
- Tod und Spiele – München ’72. Dokumentation, 4 Folgen. Das Erste, 2022.
- After Munich. Dokumentarfilm von Francine Zuckerman. Kanada, 2019. Behandelt das Schicksal von vier betroffenen Frauen: Ankie Spitzer, Esther Roth-Shachamorov, Marianne Gladnikoff und Sylvia Raphael.
- 1972 - Münchens schwarzer September. Dokumentation von Christian Stiefenhofer, 90 Min., Sky 2022

### Spielfilme
- Die 21 Stunden von München (21 Hours at Munich). Regie: William A. Graham. 1976.
- Gideons Schwert. Von Michael Anderson: Gedreht und produziert 1985/1986 für den US-Fernsehsender HBO.
- München. Von Steven Spielberg. USA, 2005. (Beschreibt (fiktiv) die Ereignisse nach dem Attentat. München (Munich) gilt als Remake des Filmes von Michael Anderson Gideons Schwert (Sword Of Gideon).)
- September 5 – The Day Terror Went Live von Tim Fehlbaum. Deutschland, 2024.